# Сенянович, Джермано
Джермано Сенянович (серб. Ђермано Сењановић, хорв. Đermano Senjanović; 27 июля 1923, Сплит — 19 февраля 1942, Есенице) — югославский хорватский партизан времён Народно-освободительной войны Югославии, по профессии продавец. Народный герой Югославии.

## Биография
Родился 27 июля 1923 в Сплите. Работал продавцом, состоял в Объединении рабочих синдикатов. В 1939 году был принят в Союз коммунистической молодёжи Югославии, 17 декабря того же года участвовал в забастовке рабочих Сплита в знак протеста против убийства деятеля КПЮ Вицко Буляновича, за что был задержан. В 1940 году был арестован полицией по обвинению в тайной переписке с коммунистами. В конце того же года был принят в Коммунистическую партию, заняв должность секретаря Сплитского горкома.
После капитуляции Югославии Джермано вошёл в Сплитский городской военный комитет, занялся закупкой оружия и вооружения партизан, организацией ударных групп партизан. Боевое крещение принял в боях с итальянцами в составе групп бомбашей. Во второй половине 1941 года был заочно обвинён в незаконной деятельности в Сплите, организации диверсий, выступлении против властей, и вместе с братом Мрлудяшем и ещё несколькими бойцами Джермано был приговорён заочно к смертной казни, однако продолжил далее руководить операциями в Сплите.
В середине февраля 1942 года на совещании военно-политического руководства Далмации в пещере близ Есеницы он сообщил о формировании Мосорского партизанского отряда. Итальянцы узнали о проведении совещания при помощи усташских шпионов. Войска окружили пещеру и блокировали выход. Джермано вместе с одним солдатом отправился на прорыв 19 февраля, однако был смертельно ранен в бою. Ведением боя он отвлёк внимание итальянцев и ценой своей жизни спас других участников совещания.
Указом Президиума Народной Скупщины Федеративной Народной Республики Югославии от 24 июля 1952 Джермано Сенянович был посмертно награждён Орденом и званием Народного героя Югославии. Его имя носила начальная школа «Марьян» в Вели-Вароше с 1970 по 1992 годы.